# S-bioallethrine
s-bioallethrine, de triviale naam voor [(1S)-2-methyl-4-oxo-3-prop-2-enylcyclopent-2-en-1-yl](1R,3R)-2,2-dimethyl-3-(2-methylprop-1-enyl)cyclopropaan-1-carboxylaat, is een organische verbinding met als brutoformule C19H26O3. Het is een gele stroperige vloeistof, die onoplosbaar is in water. s-bioallethrine is het trans-isomeer van bioallethrine.
De stof wordt gebruikt als insecticide. Handelsnamen van het product zijn Esbiol en Esdepallethrin.

## Toxicologie en veiligheid
De stof ontleedt bij verhitting boven 400°C met vorming van irriterende dampen. Ze is tevens zeer schadelijk voor waterorganismen. Boven 120°C kunnen ontplofbare damp of mengsels worden gevormd, zodat brand kan ontstaan.
De stof is irriterend voor de ogen, de huid en de luchtwegen.